# Мало-Сопчинский поссовет
Мало-Сопчинский поссовет, Мало-Сопчинский поселковый совет — упразднённая административно-территориальная единица в Мончегорском районе Мурманской области РСФСР. Административный центр — посёлок Малая Сопча.

## Состав сельсовета
Малая и Большая Сопча; Тростниковый посёлок; Ниттис; Малое и Большое Кумужье.

## История
Указом Президиума Верховного Совета РСФСР от 27 августа 1939 года утвержден административно-территориальный состав Мончегорского района, куда включён образованный рабочий посёлок Малая Сопча, в котором был образован поселковый Совет рабочих, крестьянских, красноармейских и рыбацких депутатов.
После выборов местных Советов в декабре 1939 г. в соответствии с Конституцией СССР 1936 г. поссовет стал называться Советом депутатов трудящихся. Он являлся органом исполнительной власти на территории поссовета и относящихся к нему населённых пунктов, руководил хозяйственным, общественным и культурным строительством, распределением бюджета и контролировал его исполнение, организовывал выборы депутатов в орган местного самоуправления.
В 1941—1942 гг. Верхне-Нюдовский сельсовет упразднён, его населённые пункты вошли в состав Мало-Сопчинского поссовета.
Указом Президиума Верховного Совета РСФСР от 09.12.1949 произведено изменение административно-территориальный состава Мончегорского района: город Мончегорск стал областного подчинения; район упразднён и его территория, в том числе Мало-Сопчинский поссовет передана в административное подчинение Мончегорскому горсовету.
В соответствии с Указом Президиума Верховного Совета РСФСР от 14 августа 1957 года об упразднении пос. Малая Сопча, Решением Мурманского облисполкома от 5 сентября 1958 года Малая Сопча и другие населённые пункты Мало-Сопчинского поссовета были включены в городскую черту Мончегорска